# Gertrud Krüger
Gertrud Krüger (* 23. Juli 1904 in Magdeburg; † 18. Dezember 1996 in Nürnberg) war eine deutsche Politikerin der SPD.
Nach dem Besuch der Volksschule in Magdeburg arbeitete Krüger als Schuhfacharbeiterin, zeitweilig auch als Hausfrau. 1918 begann sie als ehrenamtliche Gewerkschaftsfunktionärin und nahm später an mehreren Volkshochschulkursen teil. 1927 stieg sie zur Betriebsrätin auf. Ab 1931 besuchte sie einen Lehrgang an der staatlichen Heimvolkshochschule in Tinz (heute Stadtteil von Gera). 1932 wechselte sie in der Nürnberger Schuhfabrik Heimann, später war sie bei der Firma Medicus beschäftigt, die 1944 ausgebombt wurde. Im Jahr darauf gehörte sie wieder dem Betriebsrat an, außerdem wurde sie Vorsitzende des Kreisfrauenausschusses Nürnberg, ferner saß sie auch im Landesfrauenausschuss des DGB.
Krüger, die 1926 in die SPD eintrat, saß von 1950 bis 1966 im Bayerischen Landtag. In diesen wurde sie dabei stets direkt in den Stimmkreis Nürnberg Stadt IV und V gewählt. In Wahlperiode 2 war sie Mitglied im Ausschuss für Angelegenheiten der Heimatvertriebene sowie für Sozialpolitische Angelegenheiten. In den folgenden drei Wahlperioden war sie Mitglied im Ausschuss für Eingaben und Beschwerden.
In Nürnberg ist eine Straße nach ihr genannt.